# Freya Hoffmeister

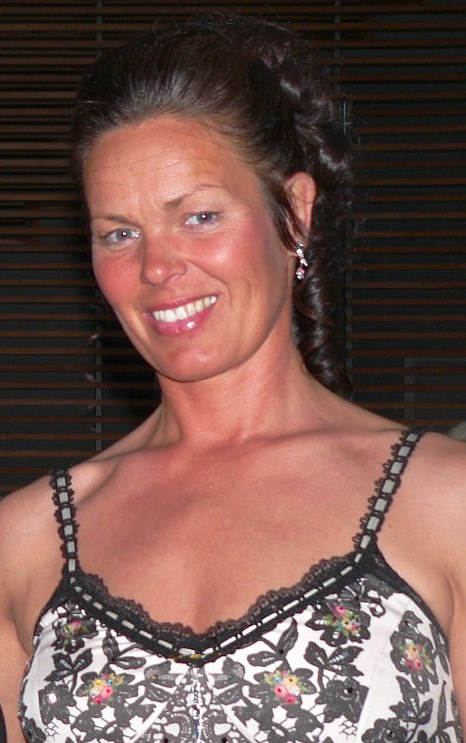
Freya Hoffmeister, 2010

Freya Hoffmeister (* 10. Mai 1964 in Heikendorf, Schleswig-Holstein) ist eine deutsche Geschäftsfrau und Kanusportlerin aus Husum.

## Leben
Zunächst absolvierte sie eine Beamtenausbildung für den gehobenen Dienst. Die ehemalige Teilnehmerin an einem Miss-Germany-Wettbewerb, bei dem sie den sechsten Platz belegte, nutzte eine Erbschaft, um sich mit 22 Jahren mit einer Eisdiele in Husum selbstständig zu machen. Über die Jahre baute sie ihr Geschäft zu einer Kette aus sieben Eisdielen und einer Salatbar aus; 2012 betreibt sie zwei Eisdielen sowie einen großen Weihnachts-Shop. Zwei Manager und rund 40 Mitarbeiterinnen kümmern sich um den Geschäftsbetrieb.
Hoffmeister betrieb über viele Jahre Wettkampfturnen, Bodybuilding und Fallschirmspringen. Sie absolvierte über 1500 Sprünge, davon 500 als Tandemsprung mit Passagieren. Ein Höhepunkt dabei war ein Tandemsprung über dem Nordpol aus einer Iljuschin. Als Hoffmeister 1996 schwanger wurde, verlegte sie sich aufs Kajak. Ab 1997 paddelte sie – mit ihrem kleinen Sohn in der Gepäckluke – auf Gewässern bei Husum. Wenn sie nicht unterwegs ist, lebt Freya Hoffmeister in Husum.

## Kajak-Leistungen
2003 unternahm Hoffmeister ihre erste Meerestour entlang der deutschen und dänischen Küste. Sie siegte beim Arctic Sea Kayak Marathon in Norwegen 2004; im 300-km-Rennen rund um Fyn 2006 belegte sie den 2. Platz. Im gleichen Jahr wurde sie Gesamtsiegerin der Frauen 2006 bei den Greenland National Championships. Mit insgesamt acht Siegermedaillen ist sie die bislang erfolgreichste internationale Wettkampfkanutin bei Hochseerennen.
Rekorde setzte Hoffmeister auch bei Extrem-Langstreckenfahrten. 2007 schaffte sie gemeinsam mit Greg Stamer innerhalb von 33 Tagen die derzeit schnellste Island-Umrundung im Kajak. Später absolvierte sie die erste Umrundung der Südinsel Neuseelands als Frau – und als vierter Mensch überhaupt – wiederum in Rekordzeit.
2009 umrundete sie Australien in einer Alleinfahrt, als erste Frau und als zweiter Mensch überhaupt nach dem Neuseeländer Paul Caffyn (1981–82). Hoffmeister benötigte für die 13.714 km lange Umrundung 332 Tage und damit 29 Tage weniger als Caffyn. Bei der Umrundung querte sie den Golf von Carpentaria in einer sechstägigen Etappe, von Slade Point im Norden der Kap-York-Halbinsel bis Cape Arnhem im Osten von Arnhemland 530 km übers offene Meer.
Am 30. August 2011 begann sie in Buenos Aires die rund 22.000 km lange Umrundung Südamerikas. Die erste Etappe führte sie über eine Distanz von 7676 km bis Valparaíso in Chile, das sie am 5. Mai 2012 erreichte. Dabei umrundete sie an Silvester 2011 Kap Hoorn. Die zweite Etappe führte sie in 228 Tagen nach 7736 km an die kolumbianisch-venezolanische Grenze. Eine dritte Etappe begann Mitte August 2013 und endete am 27. April 2014 im brasilianischen São Luís. Sie hatte an der Nordostküste Südamerikas mit widrigen Bedingungen an einer tropischen Gezeitenküste zu kämpfen. Anstrengende klimatische Verhältnisse, Krankheitserreger und Parasiten, Schlickwatt und eine Mangrovenküste mit wenig Infrastruktur, kontinuierlicher Gegenwind und starke Brandung stellten sie hier immer wieder vor so große Herausforderungen, dass der Erfolg ihrer gesamten Unternehmung wiederholt in Frage stand. Nachdem sie eine mehr als 1.000 km lange Teilstrecke wegen der vorherrschenden Strömungs- und Windverhältnisse gegen den Uhrzeigersinn zurücklegen musste, paddelte sie seit dem 6. Dezember 2014 südwestlich von Recife das letzte große Teilstück auf dem Weg nach Buenos Aires, wo sie am 30. April 2015 ankam. Sie hat damit als erster Mensch in einem Kajak Südamerika umrundet.
2017 startete sie ihr nächstes Projekt, die Umfahrung Nordamerikas, von Seattle an der Pazifikküste aus. Jahreszeitenabhängig paddelt sie dabei gleichzeitig in beide Richtungen, das heißt im arktischen Sommer paddelt sie im Uhrzeigersinn die Nordroute, ansonsten entgegengesetzt die Südroute. 2017 kam sie auf der Südroute bis Cape Kiwanda, von wo aus sie im März 2018 die Umfahrung bis etwa Los Angeles fortsetzte. Hier unterbrach sie und reiste zur Nordroute, die sie 2017 bis Dry Spruce Island (Kodiak Island/Alaska) geführt hatte. Nach insgesamt 280 Tagen kam sie Ende August 2018 am Naknek River an.

## Schriften
- Kap Hoorn wird dir nicht geschenkt! Allein im Kajak um die halbe Welt, Köln: Lübbe 2016, ISBN 978-3-431-03960-3